# Anna Järvinen
Anna Järvinen (Helsinki, 16 aprile 1970) è una cantante finlandese naturalizzata svedese.

## Biografia
Nata nella capitale finlandese, Anna Järvinen si è trasferita a Stoccolma con la madre quando aveva 6 anni. A metà anni '90 ha iniziato a cantare nel gruppo Granada, in cui è rimasta fino al loro scioglimento nel 2003. Dopo essere stata rifiutata da varie case discografiche, nel 2007 ha pubblicato il suo album di debutto come solista, Jag fick feeling, su etichetta Häpna Records. Il disco ha ricevuto quattro candidature ai Grammis e conquistato il 26º posto in classifica in Finlandia e il 46º in Svezia; è stato inoltre accompagnato da una tournée attraverso entrambi i paesi.
Due anni dopo è uscito il secondo album della cantante, Man var bland molnen, che si è piazzato 8º in classifica in Finlandia e 18º in Svezia; nel 2011 ha conquistato il suo primo disco nella top ten svedese con Anna själv tredje, che ha debuttato al 6º posto, oltre a conquistare la 12ª posizione nella classifica finlandese. Inoltre, nello stesso anno ha pubblicato il suo primo singolo in lingua finlandese, Nuori ja kaunis, in collaborazione con Olavi Uusivirta, che ha raggiunto la 7ª posizione della Suomen virallinen lista, rimanendo in top twenty per cinque mesi.
Alla fine dell'anno è stato rivelato che la cantante avrebbe preso parte alla successiva edizione di Melodifestivalen, il programma di selezione svedese per l'Eurovision Song Contest, con il brano Porslin. Tuttavia, si è ritirata prima della competizione, ma SVT le ha permesso di partecipare a Melodifestivalen 2013 con lo stesso brano. Si è esibita nella prima semifinale alla Telenor Arena di Karlskrona e si è piazzata 7ª su 8 partecipanti, non riuscendo quindi a qualificarsi per la finale.

## Discografia

### Album
- 2007 - Jag fick feeling
- 2009 - Man var bland molnen
- 2011 - Anna själv tredje
- 2015 - Buren
- 2016 - Annan. En Anna
- 2020 - Vestigia terrent

### Raccolte
- 2013 - Samling

### Singoli
- 2007 - Götgatan
- 2009 - I Don't Believe in Angels (con i Melody Club)
- 2011 - Nuori ja kaunis (con Olavi Uusivirta)
- 2011 - Lilla Anna
- 2013 - Porslin
- 2016 - Sylvian joululaulu
- 2020 - Psalm
- 2020 - Melodifestival